# Saint-Hilaire-du-Bois (Charente-Maritime)
Saint-Hilaire-du-Bois é uma comuna francesa na região administrativa da Nova Aquitânia, no departamento de Charente-Maritime. Estende-se por uma área de 7,48 km². Em 2010 a comuna tinha 335 habitantes (densidade: 44,8 hab./km²).